# Норфолк, Иоанн
Иоанн Норфолк (англ. Joannes Norfolk) — английский математик XIV века, автор одного из первых трактатов о математических прогрессиях. Уже исследователями XIX века отмечалась слабость и условность его работы.
Жил в XIV веке, то есть в эпоху сравнительного упадка занятий математикой в Англии, и около 1340 года написал трактат о прогрессиях. В 1445 году это сочинение было впервые напечатано и затем переиздано в 1841 году в Лондоне Холливелом в сборнике «Rara Mathematica»; в целом ряде источников, в том числе в ЭСБЕ, ошибочно указано, будто Норфолк жил в XV веке и написал свою работу в 1445 году.
Приписывая сохранение сведений о прогрессиях в Европе легендарному кастильскому королю Альгору, бывшему будто бы автором сочинения «Algorismus», он называет в своём трактате разностную прогрессию арифметической, а кратную — геометрической. Прогрессии первой группы он разделяет на прерывные и непрерывные, смотря по тому, будет ли разность прогрессии более единицы или равна ей. В каждом из этих подразделений он различает, кроме того, случаи чётного или нечётного числа членов и даёт для всех них четыре отдельные правила суммирования членов. Из кратных прогрессий рассматривает только представляющую ряд последовательных степеней числа 2, предлагая для её суммирования вычитать первый член из удвоенного последнего.